# Risius omega
Risius omega – rodzaj pluskwiaków z rodziny sietnicowatych i podrodziny Lyncidinae.
Gatunek ten opisany został w 1967 roku przez Rolanda Fennaha na podstawie pojedynczego samca.
Pluskwiak o ciele długości 3,5 mm. Kształtem głowy przypomina rodzaj Raatzbrockmannia. Ciemię, przedplecze i śródplecze jasnorudobrązowe z ochrowymi żeberkami. Ochrowe są również stopy, zaś reszta odnóży żółtawobrązowa. Czoło i nadustek ciemne. Ciemię dłuższe niż szersze, pośrodku części nasadowej żeberkowane. Tegminy szersze niż długie, prawie proste na brzegach kostalnych, grubo siateczkowane, żółtobrązowe z ochrowymi żyłkami. Skrzydeł tylnych brak. Dwuboczną symetrię edeagusa burzy jedynie długi, ruchomo osadzony, kolcowaty wyrostek po prawej stronie, co jest cechą wyróżniającą w rodzaju.
Gatunek znany tylko z RPA (Prowincja Przylądkowa Wschodnia).